# گبریل لابل
گبریل لابل (انگلیسی: Gabriel LaBelle؛ زادهٔ سپتامبر ۲۰۰۲) بازیگر کانادایی است. او بیشتر به‌خاطر بازی در نقش فیلم‌ساز جوان مشتاقی در فیلم نیمه‌زندگی‌نامه‌ای خانواده فیبلمن (۲۰۲۲) ساختهٔ استیون اسپیلبرگ شناخته می‌شود، که برای آن مورد تحسین قرار گرفت.
او همچنین در بازسازی ۲۰۱۸ فیلم غارتگر، در قسمتی از مجموعهٔ طعم گیلاس کاملاً جدید (۲۰۲۱) در شبکهٔ نتفلیکس و در مجموعهٔ شبکهٔ شوتایم (۲۰۲۲) از فیلم ژیگولوی آمریکایی ظاهر شده‌است.

## سنین جوانی و تحصیل
لابل اهل ونکوور است و پسر تهیه‌کننده و بازیگر راب لابل است. او علاقه‌اش به بازیگری را در ۸ سالگی در یک کمپ تابستانی نشان داد و در محصولات موزیکال آن ایفای نقش کرد. لابل اولین بازیگری خود را در سال ۲۰۱۳ در یکی از قسمت‌های مجموعه تلویزیونی کانادایی انگیزه در نقش مهمان تجربهٔ کرد. پدرش نماینده و تهیه‌کننده این برنامه بود. در سال ۲۰۱۷، او در فیلم ترسناک مستقل کلبه مرده بازی کرد که برای اولین بار در جشنواره بین‌المللی فیلم ونکوور و جشنواره بین‌المللی فیلم فنتیژا به نمایش درآمد. سال ۲۰۲۰ بود که لابل بازیگری را به عنوان حرفه‌ای تمام وقت دنبال کرد و به مونترآل رفت تا در تئاتر شرکت کند اما پس از آن همه‌گیری کویید-۱۹ اتفاق افتاد. او در نهایت وارد برنامهٔ نمایشی دانشگاه کنکوردیا شد، اما مجبور شد به صورت مجازی در کلاس‌ها شرکت کند. او همچنین می‌خواست حرفه بازیگری را در شهر نیویورک دنبال کند، اما برنامه‌هایش را متوقف کرد تا از خانواده‌اش در خانه مراقبت کند.

## حرفه

### خانوادهٔ فیبلمن
در مارس ۲۰۲۱، لابل از یک مدیر انتخاب بازیگر پیشنهاد تست بازیگری، در میان ۲۰۰۰ مدعی دیگر، برای نقش اصلی سمی فیبلمن در خانواده فیبلمن به کارگردانی استیون اسپیلبرگ دریافت کرد. در آن زمان عنوان، داستان و نام شخصیت‌ها از میان عموم پنهان بود. پس از تست بازیگری، او ابتدا برای این نقش انتخاب نشد تا اینکه سه ماه بعد باز دعوت شد و سپس درگرفتن این نقش پیروز شد. در نهایت با خواندن فیلمنامه و فهمیدن جزئیات دربارهٔ شخصیت او که نسخهٔ داستانی خود اسپیلبرگ در دوران نوجوانی برای بیشتر داستان فیلم است. لابل تجربه دریافت نقش را «صمیمی» توصیف کرد و گفت که «... در استخوان‌هایم احساس می‌کرد که این بهترین بازی ای بود که در زندگی ام انجام داده بودم.» برای آماده شدن برای این نقش، لابل برخی از فیلم‌های اسپیلبرگ مانند امپراتوری خورشید (۱۹۸۷) را تماشا و بار دیگر تماشا کرد و به عکس‌ها، فیلم‌های خانگی و دیگر مطالب آرشیو خانواده اسپیلبرگ دسترسی پیدا کرد. به او نحوه استفاده از لوازم ۸ میلی‌متری و ۱۶ میلی‌متری دوربین مورد استفاده در صحنه فیلمبرداری و نحوهٔ برش و اتصال فیلم آپارات با استفاده از دستگاه‌های تدوین و فیلم پروژکتورهای آن دوره به او آموزش داده شد. این فیلم برای اولین بار در جشنواره بین‌المللی فیلم تورنتو ۲۰۲۲ به نمایش درآمد. بازی لابل در نقش سمی مورد تحسین گسترده منتقدان قرار گرفت و او به عنوان ستاره نوظهور تورنتو در سال ۲۰۲۲ شناخته شد.

### پروژه‌های بعدی
پس از اتمام فیلمبرداری خانوادهٔ فیبلمن، لابل به لس آنجلس نقل مکان کرد تا پروژه‌های سینمایی، تلویزیونی و تئاتر بیشتری را به عنوان بازیگر دنبال کند و قصد داشت در مقطعی نیز کارگردانی کند. در سال ۲۰۲۲، لابل به بازیگران مجموعهٔ اقتباسی از ژیگولوی آمریکایی از شبکهٔ شوتایم پیوست. در همان سال، او برای یکی از نقش‌های اصلی کمدی آدام کارتر رمایر به نام کلبه اسنک انتخاب شد که فیلم‌برداری آن تابستان همان سال آغاز شد.